# فولکس‌واگن آی‌دی.۷
فولکس‌واگن آی‌دی.۷ (به انگلیسی: Volkswagen ID.7) یک خودروی خانوادگی بزرگ برقی (سگمنت دی) است که توسط فولکس‌واگن تولید شده و برای عرضه در آوریل ۲۰۲۳ برنامه‌ریزی شده‌است.
یک نسخه نزدیک به تولید استتار شده در ۴ ژانویه ۲۰۲۳ در نمایشگاه بین‌المللی سی‌ئی‌اس در لاس وگاس پیش‌نمایش شد.

## کانسپت‌ها

### آی‌دی. آئرو
این مدل برای اولین بار توسط خودروی مفهومی فولکس‌واگن آی‌دی. آئرو در ژوئن ۲۰۲۲ پیش‌نمایش شد.

### آی‌دی.نکست
فولکس واگن آی‌دی.نکست که در آوریل ۲۰۲۳ رونمایی شد، پیش‌نمایش مدل خواهر آی‌دی.۷ برای بازار چین است که توسط شانگهای فولکس‌واگن تولید خواهد شد، در حالی که آی‌دی.۷ توسط فاو-فولکس‌واگن تولید خواهد شد.

## بررسی
اولین نمایش رسمی جهانی آی‌دی.۷ تمام الکتریکی در ۱۷ آوریل ۲۰۲۳ به‌طور همزمان در برلین و در نمایشگاه خودروی شانگهای برگزار شد. این خودرو دارای بسته‌های باتری یون‌لیتیمی با ظرفیت‌های قابل استفاده ۷۷ کیلووات ساعت و ۸۵ کیلووات ساعت است.

### داخل
داشبورد دارای یک نمایشگر ابزار دیجیتال کوچک و همچنین یک نمایشگر هدآپ با عملکردهای واقعیت افزوده برای ناوبری نشسته و در مرکز یک صفحه نمایش لمسی جدید ۱۵٫۰ اینچی اطلاعات سرگرمی است. پس از دریافت شکایت فولکس‌واگن در مورد سیستم مورد استفاده در مدل‌های دیگر خود، به نرم‌افزار جدید و کنترل‌های لمسی مجهز شده‌است.